# Wild Hearts
Wild Hearts ist ein 2023 veröffentlichtes Action-Rollenspiel von Entwickler Omega Force und Publisher Electronic Arts. Darin schlüpft der Spieler in die Rolle eines Monsterjägers in Azuma, eine vom mittelalterlichen Japan inspirierte fantastische Welt. Das Spiel erschien am 17. Februar für Windows, PlayStation 5 und Xbox Series. Am 25. Juli 2025 folgte unter dem Titel Wild Hearts S eine Version für Nintendo Switch 2.

## Rezeption
Rezensionsdatenbank Metacritic ermittelte aus insgesamt über 100 „im Allgemeinen positiven“ Kritiken eine Gesamtpunktzahl von 79 aus 100 Punkten für die PlayStation-5-, 76 für die Xbox-Series-X- und 75 für die PC-Version des Spiels. Wertungsaggregator OpenCritic fasste über 70 Rezensionen der Computerspielpresse zu einer plattformübergreifenden Gesamtwertung von 79 aus 100 Punkten zusammen und vergab das Label „Stark“. 74 Prozent der Kritiker würden das Spiel empfehlen. Wild Hearts wurde vielfach mit Capcoms Spielreihe Monster Hunter verglichen.

„Gekonnter Monster-Hunter-Klon, der mit frischen Ideen überzeugt, aber bei der Technik schwächelt.“

In der Woche nach seiner Veröffentlichung belegte Wild Hearts den zweiten Platz der deutschen PlayStation-5-Verkaufscharts, nach Hogwarts Legacy.